# Conservation de la masse
La conservation de la masse (ou de Lavoisier) est une loi fondamentale de la chimie et de la physique. Elle indique non seulement qu'au cours de toute expérience, y compris si elle implique une transformation chimique, la masse se conserve, mais aussi que le nombre d'éléments de chaque espèce chimique se conserve (cette loi ne s'applique pas à l'échelle nucléaire : voir défaut de masse). Comme toute loi de conservation elle s'exprime par une équation de conservation.

## Validité de cette loi de conservation
Depuis la formulation de la relativité restreinte au début du XXe siècle, la conservation de la masse est vue comme une règle confondue à celle de la conservation de l'énergie. Dans les conditions « terrestres », et pour les réactions n'impliquant pas de transformation nucléaires, elle reste vraie (en très bonne approximation). Pour les réactions impliquant une transformation nucléaire, la variation de masse correspond à une variation opposée d'une autre forme d'énergie (on parle ici de la masse au repos de la matière ; la relativité permet également d'interpréter l'énergie cinétique en variation de la masse relativiste, mais cela n'est significatif que pour des vitesses non négligeables devant celles de la lumière).
Elles respectent d'autres règles (conservation du nombre baryonique, conservation de la charge de couleur, etc.) en plus de la conservation de l'énergie, et là encore la loi de Lavoisier apparaît comme un cas particulier de respect de ces règles.

## Loi (ou principe) de Lavoisier
En 1777, Antoine Lavoisier énonce devant l'Académie des sciences la loi qui porte aujourd'hui son nom, selon laquelle rien ne se perd, rien ne se crée, tout se transforme :

« … car rien ne se crée, ni dans les opérations de l'art, ni dans celles de la nature, et l'on peut poser en principe que, dans toute opération, il y a une égale quantité de matière avant et après l'opération ; que la qualité et la quantité des principes est la même, et qu'il n'y a que des changements, des modifications. »

— Lavoisier, Traité élémentaire de chimie (1789), p. 140/141
Cet énoncé a été repris et adapté par Lavoisier[réf. nécessaire] du philosophe grec Anaxagore.
Ce principe peut être illustré par la réaction chimique suivante : Ag+ + Cl− → AgCl.

Soient un ion Ag+ et un ion Cl−, à la fin de la réaction, les deux ions n'ont pas disparu, il n'en est pas apparu de nouveau, ils se sont simplement associés chimiquement. Si la somme de la masse des réactifs consommés au cours de la réaction est de 10 g, alors la somme de la masse des produits formés à la fin de la réaction est également de 10 g.

## Énergie de réaction
On sait aujourd'hui que ce qu'on appelle l'énergie de réaction dans une réaction chimique est due à la nature quantique de la structure électronique de la matière.
Cette nature quantique limite les configurations électroniques possibles et définit l'énergie qui leur correspond. Une réaction chimique correspond à la transition d'une configuration à une autre (passage d'un niveau d'énergie à un autre).
Si le niveau d'énergie d'arrivée est plus élevé que celui de départ, il faut fournir de l'énergie. La réaction est dite endo-énergétique ou endo-thermique (l'énergie étant fournie par le milieu, la température de celui-ci diminue).
Si le niveau d'énergie d'arrivée est plus bas que celui de départ, il y a dégagement d'énergie. La réaction est dite exo-énergétique ou exo-thermique (l'énergie libérée est capturée par le milieu dont la température augmente).
Dans le cas d'une réaction nucléaire (fission nucléaire ou fusion nucléaire), la masse des noyaux des constituants de départ et d'arrivée est différente. Cette différence se traduit sous forme d'énergie par la célèbre relation de la relativité d'Einstein {\displaystyle E=mc^{2}}, où {\displaystyle E} est l'énergie libérée lors de la réaction et {\displaystyle m} l'écart de masse entre l'état initial et l'état final et où {\displaystyle c} est la célérité qui est la vitesse de la lumière dans le vide d'environ 300 000 km/s.
L'énergie libérée lors d'une réaction nucléaire est bien plus importante que celle impliquée lors d'une réaction chimique. Par exemple, la fusion d'un proton et d'un neutron pour former un noyau de deutérium libère 3,36 × 10-13 J ; alors que la combustion de l'hydrogène et de l'oxygène ne libère que 4,75 × 10-19 J par molécule d'eau, soit environ 700 000 fois moins d'énergie.